# Magyar Hírlap (napilap, 1849–1852)
A Magyar Hírlap (eredeti írásmód szerint rövid i-vel, Magyar Hirlap) 1849 és 1852 között magyar nyelvű napilapként jelent meg Budapesten. Főszerkesztőjének szorgalmazására, hogy hivatalos magyar nyelvű osztrák közlöny lehessen, 1853. január 1-ével átalakult, s félhivatalos kormánylapként mint Budapesti Hírlap jelent meg.

## Története
A forradalom leverését követően a sajtószabadság – mint forradalmi vívmány – formálisan továbbra is fennmaradt, a hatóságok azonban a (fő)szerkesztők megszűrésével, a lapengedélyezés rendszerével és a terjesztés szabályozásával gyakoroltak befolyást a sajtóra. Magyarországon tehát csak olyan sajtótermék jelenhetett meg, mely szerkesztőjének a király iránti lojalitása megkérdőjelezhetetlen volt. Ilyen személy volt Szilágyi Ferenc kolozsvári tanár és lapszerkesztő is, aki osztrákbarát újságírói tevékenysége miatt 1848-ban kénytelen volt Bécsbe menekülni. Szilágyinak sikerült néhány fiatal újságírót megnyernie belső munkatársnak: Nádaskay Lajos, Bulyovszky Gyula és Birányi Ákos az újság fennállása idején végig kitartottak mellette. A lap indulásakor további három belső munkatárs – összesen tehát hat – dolgozott a lapnál, akik azonban hamarosan kiléptek: Kecskeméthy Aurél, Funták Sándor és Mikulás János. A lap kiadója – kezdetben – Kozma Vazul nyomdász volt.
A lap tulajdonképpen a magyarországi polgárosodás híve volt, és úgy tartotta – ahogy ennek Kecskeméthy Aurél is hangot adott -, hogy a birodalmi alapelvek segítik hozzá e réteg megerősödését. A Széchenyi köréhez tartozó konzervatív Török János e lapban publikálta negyven(!) részes sorozatában a polgárosult középosztállyá válás programját Magyar életkérdések címmel.
A lap szerzői közé tartozott még Bérczy Károly, Dobsa Lajos, Dózsa Dániel. Megjelentek benne Jókai Mór, Obernyik Károly novellái, Jósika Miklós brüsszeli levei, Révész Imrének a protestáns egyházi és iskolai életre vonatkozó külföldi tudósításai, Egressy Gábor esztétikai cikkei stb.
Szilágyi a korszak sajtóéletének igen ellentmondásos figurája volt. Egyfelől valóban, őszintén császárhű volt, aki a birodalom fennmaradásában volt érdekelt, ugyanakkor magyar is. Konzervatív volt, de magyar konzervatív. A lap fennmaradása érdekében bármire képes volt, kétértelmű megfogalmazásaival mind az osztrák hatóságokkal, mind a nemzeti szellemiségű olvasókkal el tudta fogadtatni mondanivalóját. Odáig jutott, hogy lapjában publikálhatott Kossuth egykori titkára, Csernátony Lajos, akit '48-as szerepvállalásáért távollétében halálra ítéltek, és az osztrák hadseregből korábban megszökött Xantus János lehetett a lap londoni levelezője.
Másfelől a Bach-korszak kormányzata kezdettől igyekezett létrehozni a Wiener Zeitung mintájára egy magyar nyelvű félhivatalos lapot, s Szilágyi épp ezt a címet akarta a maga lapjának. Így végül hosszas alkudozások árán a Magyar Hírlap átalakult, s 1853. január 1-től immár birodalmi kétfejű sassal a fejlécében Budapesti Hírlap néven a kormány félhivatalos lapjaként jelent meg.

## Megjelenése
Hétfő kivételével minden nap reggelenként, mindössze négy oldalon jelent meg. A lap a Hivatalos rész című rovattal kezdődött, ami törvények, rendeletek, nyílt parancsok közlésére szorítkozott. Az úgynevezett Nemhivatalos rész volt a tulajdonképpeni mai értelemben vett politikai napilap: vezér- és iránycikkek jelentek meg itt. A hírek a Fővárosi napló című rovatba kerültek, s ugyanitt jelentek meg a sajtószemlék is. A negyedik nagy tartalmi egység a hirdetéseké volt.
1851-ben előfizetőinek száma 2000 volt.